# Vladimirský duchovní seminář
Vladimirský duchovní seminář svatého Teofána je vyšší vzdělávací instituce Ruské pravoslavné církve. Činnost je zaměřena na školení kleriků a církevního personálu.

## Historie
Seminář byl zřízen Nejsvětějším synodem v listopadu roku 1749 a v únoru 1750 započalo výuka v monastýru Zesnutí přesvaté Bohorodice ve Vetšaném gorodu.
V létě 1788 byl seminář sloučen se suzdalským a perejaslavským seminářem se sídlem v Suzdalu. Ve Vladimiru zůstalo jen Vladimirské duchovní učiliště.
Roku 1798 byl rozhodnutím arcibiskupa Viktora (Onisimova) seminář přenesen zpět do Vladimiru. Později byla postavena ve Vladimiru budova semináře.
Na základě výnosu Národního komisariátu spravedlnosti ze dne 24. srpna 1918 byly všechny vzdělávací instituce církve uzavřeny. Dne 5. října 1918 bylo vladimirské eparchii povoleno otevření dvouletých pastoračních teologických kurzů. Roku 1919 byly kurzy dočasně uzavřeny.
V únoru 1935 se novým eparchou stal arcibiskup Sergij (Grišin), který na úřadě eparchie zřídil "instituci" pro vzdělávání duchovních. Tato struktura zanikla po zatčení učitelského sboru dne 18. dubna 1936.
Roku 1991 došlo k otevření jednoletých pastoračních kurzů a roku 1992 byly kurzy přeměněny na duchovní učiliště.
Dne 9. dubna 1998 Svatý synod na žádost arcibiskupa Jevlogije (Smirnova) a na základě zprávy biskupa Jevgenije (Rešetnikova) rozhodl o přeměnění učiliště na seminář.

## Fakulty
- Fakulta bohosloví a biblistiky
- Fakulta církevně historických a církevně praktických disciplín